# Закон Бутана о местном самоуправлении 2009 года
Закон Бутана о местном самоуправлении (дзонг-кэ འབྲུག་གི་ས་གནས་གཞུངས་སྤྱི་མོ་ཅན་མ་, вайли  'brug-gi sa-gans-gzhungs can-ma) был принят парламентом Бутана 11 сентября 2009 года в целях дальнейшего осуществления программы децентрализации и передачи властных полномочий местным органам управления. Закон является последней реформой об административном делении Бутана. Закону Бутана о местном самоуправлении 2009 года предшествовал Закон Бутана о местном самоуправлении 2007 года. В результате принятия Закона о местном самоуправлении 2009 года все предыдущие акты были отменены.
Закон о местном самоуправлении 2009 года устанавливает местные органы власти в каждой из двадцати дзонгхагов, которые контролируются Министерством внутренних дел и культуры Бутана. Задача местного самоуправления — стимулирование Валового национального продукта; обеспечение демократического и подотчётного правительства, сохранение культуры и традиций; содействие развитию; охрана здоровья населения.
Местные органы власти, как правило, возглавляет председатель и заместитель председателя. Всем местным органам власти запрещено принимать законы, однако они имеют право принимать нормы и правила в соответствии с законом в порядке, установленном парламентом. Члены всех органов местного самоуправления должны быть в возрасте от 25 до 65, назначаются на пятилетний срок или пока местные власти не будут распущены.